# Spatsizi
Spatsizi es el nombre de una meseta en la cuenca alta del río Stikine en el centro-norte de la provincia de Columbia Británica, al oeste del país norteamericano de Canadá. La mayor parte de la meseta, que en realidad es una sub-meseta de la meseta de Stikine, está incluida en el parque natural Provincial Meseta Spatsizi. Está flanqueada al sur y suroeste por las montañas de Skeena, al sureste de las montañas Omineca, al noreste por la cordillera de Stikine en las montañas Cassiar, y al oeste con la meseta Klastline (otra submeseta de la meseta de Stikine).